# Martín Palisi
Martín Palisi (Buenos Aires, Argentina, 19 de enero de 1988) es un futbolista argentino que actualmente juega en Ituzaingó, de la Primera B, tercera división del fútbol argentino.

## Clubes
| Club                      | País      | Año         | PJ  | G |
| ------------------------- | --------- | ----------- | --- | - |
| Atlanta                   | Argentina | 2008-2015   | 177 | 2 |
| Almirante Brown           | Argentina | 2016        | 17  | 1 |
| Cúcuta                    | Colombia  | 2016-2017   | 12  | 0 |
| Alvarado de Mar del Plata | Argentina | 2017-2018   | 29  | 1 |
| Santamarina de Tandil     | Argentina | 2018-2019   | 2   | 0 |
| Comunicaciones            | Argentina | 2020 - 2022 | 52  | 0 |
| Ciudad Bolívar            | Argentina | 2022        | 26  | 0 |
| Ituzaingó                 | Argentina | 2023 - Act. | ?   | 0 |

## Palmarés
| Título                  | Club    | País      | Año  |
| ----------------------- | ------- | --------- | ---- |
| Primera B Metropolitana | Atlanta | Argentina | 2011 |